# Tragacantha dependens
Tragacantha dependens là một loài thực vật có hoa trong họ Đậu. Loài này được (Bunge ex Maxim.) Kuntze miêu tả khoa học đầu tiên năm 1891.